# Землетрясение в Белуджистане (2010)
Землетрясение магнитудой 4,7 произошло в пятницу 12 ноября 2010 года в 09:37:19 (UTC) в Пакистане, в 11,1 км к востоку от города Кветта (провинция Белуджистан). Гипоцентр землетрясения располагался на глубине 27,0 км.
В результате землетрясения 12 человек получили ранения, несколько жилых зданий получили повреждения в Кветте.

## Тектонические условия региона
Сейсмичность в районе Гималаев обусловлена преимущественно столкновением континентальных плит Индии и Евразии, которые сходятся с относительной скоростью 40—50 мм/год. Субдцуцирующая на север, под Евразию, Индийская плита вызывает многочисленные землетрясения и, следовательно, делает этот район одним из наиболее сейсмически опасных регионов на Земле. Поверхностное выражение границы плиты отмечено предгорьями северного и южного хребта Сулеймана на западе, Индо-Бирманской дуги на востоке и восточного и западного Гималайского фронта на севере Индии.
Вдоль западного края Индийской плиты относительное движение между Индийской и Евразийской плитами происходит в форме сдвигов, взбросов, диагональных сбросов, что приводит к сложному складчатому рельефу Сулеймановых гор, и основной причиной образования разлома Чаман в Афганистане. Под Памиром и горами Гиндукуша на севере Афганистана землетрясения происходят на глубине до 200 км в результате остаточной литосферной субдукции. Севернее расположен Тянь-Шань, который является сейсмически активным внутриконтинентальным горным поясом, определяемым серией взбросов, простирающихся с востока на запад.
В тектонике северной Индии преобладает движение вдоль Главного центрального надвига и связанных с ним разломов на границе Индийской и Евразийской плиты. Это взаимодействие привело к серии крупных и разрушительных землетрясений. Тибетское плоскогорье к северу от границы взаимодействия плит представляет собой обширную область поднятия, связанную с столкновением Индии и Евразии, и прорезана серией сдвиговых разломов, простирающихся с востока на запад. К ним относятся разломы Куньлунь, Хайюань и Алтынтаг, все из которых являются левосторонними структурами, а также правосторонний разлом Каракорум (горная система). На всём плато сдвиговые разломы соответствуют компоненте сжатия, связанной с продолжающимся столкновением Индии и Евразии, в то время как разломы скольжения и сбросы соответствуют расширению с востока на запад.
На востоке складчато-надвиговый пояс Лунмэньшань расположен на восточной окраине Тибетского плато, отделяя сложную тектонику плато от относительно недеформированной Сычуаньской впадины. Дальше на юг левосторонняя система Сяншуйхэ-Сяоцзян, правосторонний разлом Хонгха и правосторонняя система разломов Сагаинг простираются в направлении деформации вдоль восточной границы Индийской плиты. В области Индо-Бирманской дуги происходили глубокие землетрясения, что считается выражением направленной на восток субдукции Индийской плиты, хотя вопрос о том, продолжается ли субдукция, все ещё обсуждается.